# Gemixystus
Gemixystus is een geslacht van weekdieren uit de klasse van de Gastropoda (slakken).

## Soorten
- Gemixystus calcareus Houart & Héros, 2012
- Gemixystus fimbriatus Houart, 2004
- Gemixystus laminatus (Petterd, 1884)
- Gemixystus leptos (Houart, 1995)
- Gemixystus polyphillius (Tenison-Woods, 1879)
- Gemixystus recurvatus (Verco, 1909)
- Gemixystus rhodanos Houart, 2004
- Gemixystus rippingalei (Houart, 1998)
- Gemixystus stimuleus (Hedley, 1907)
- Gemixystus zebra Houart, 2004